# Inculițeni, Bolgrad
Inculițeni (în ucraineană Ганнівка, transliterat: Hannivka) este un sat în comuna Borodino din raionul Bolgrad, regiunea Odesa, Ucraina. Satul a fost locuit de germanii basarabeni.

## Demografie
Componența lingvistică a localității Inculițeni
     Rusă (54,67%)
     Română (37,37%)
     Bulgară (2,91%)
     Găgăuză (2,76%)
     Ucraineană (2,3%)
Conform recensământului din 2001, majoritatea populației localității Inculițeni era vorbitoare de rusă (54,67%), existând în minoritate și vorbitori de română (37,37%), bulgară (2,91%), găgăuză (2,76%) și ucraineană (2,3%).